# Japan Open 1983 (Tennis)
Die Japan Open 1983 waren ein Tennisturnier der WTA Tour 1983 für Damen und ein Tennisturnier der Grand Prix 1983-Serie für Herren in Tokio, welche zeitgleich vom 17. bis zum 23. Oktober stattfanden.